# Деген Йон Лазаревич
Йо́н Ла́заревич Де́ген (4 липня 1925, Могилів-Подільський — 28 квітня 2017, Гіватаїм, Ізраїль) — вчений-медик, педагог, поет, учасник Другої світової війни.

## Життєпис

### Родина
Його батько працював фельдшером, одружився вдруге, в цьому шлюбі й народився Йон. 1928 року батько помер, з мамою (працювала медсестрою в лікарні) Йон проживав у Могилеві-Подільському, зазнали злигоди в часи голодомору 1932—1933. З 1937 року працював помічником коваля.

### Друга світова війна
25 червня 1941 року призваний до лав РСЧА Могилів-Подільським МВК. Учасник німецько-радянської війни з червня того ж року. Воював командиром танку Т-34 2-го танкового батальйону 2-ї гвардійської окремої танкової бригади, бойове хрещення прийняв під Вапняркою. Тричі був поранений, у тому числі двічі — важко. Між Уманню та Христинівкою літом 1941-го підрозділ потрапив в оточення. 19 днів пробиралися по окупованій території із сутичками та рукопашними боями, Йона поранило в ногу. Перебрався через Дніпро один. Селяни довезли його до Полтавського шпиталю, від ампутації ноги відмовився. Лікувався 5 місяців,| виписали в січні 1942-го з лікарні Челябінської області. Вояк-грузин, що лікувався з Йоном, скерував його до свого села, так батько Олександра Гагуа дізнався, що його син ще живий. Працював у колгоспі трактористом. У червні 1942-го добровольцем подався до ближньої фронтової частини, розвідник, на бронепоїзді бився за Армавір, захищав підступи до Моздока та Беслана.
Брав участь у боях за Кавказ. 15 жовтня 1942 року був поранений при виконанні розвідки в тилу противника. Після виписки з госпіталю — курсант 21-го навчального танкового полку в місті Шулавері. Потім переведений в 1-е Харківське танкове училище (Чирчик). Навесні 1944 року закінчив училище і отримав звання молодшого лейтенанта.
Брав участь у Білоруській наступальній операції 1944 року. Є одним з радянських танкових асів: У червні 1944 року призначений командиром танка у 2-гу окрему гвардійську танкову бригаду, якою командував полковник Є. Є. Духовний. Згодом — командир танкового взводу; командир танкової роти (T-34-85), гвардії лейтенант. За час участі в бойових діях у складі 2-ї окремої гвардійської танкової бригади екіпажем Йона Дегена зинищено 12 німецьких танків (з них: 1 «Тигр», 8 «Пантер») і 4 САУ (з них 1 «Фердинанд»). В боях отримав багато опіків і поранень, в цілому отримавши більше двадцяти осколків і куль. У липні 1945 року виписаний на милицях після третього поранення з лікарні міста Кірова. В результаті четвертого останнього важкого поранення 21 січня 1945 року отримав інвалідність.
Був двічі представлений до звання Героя Радянського Союзу.

### Медичний шлях
1945 року вступив на лікувальний факультет Київського медичного інституту. Пізніше за станом здоров'я (ледве ходив на милицях) перевівся в Чернівецький медичний інститут, який 1951 року закінчив з відзнакою.
Через розпал «боротьби з безрідними космополітами» багато місяців шукав роботу. У 1951-1954 роках працював у Київському науково-дослідному інституті травматології та ортопедії лікарем-травматологом, згодом у міській лікарні. № 13.
Іон Деген захоплювався гіпнозом, широко застосовуючи його в своїй лікарській практиці.
18 травня 1959 року першим у медичній практиці здійснює успішну реплантацію передпліччя.
У Москві захистив кандидатську, згодом докторську дисертації.
Його зараховують до родоначальників наукової магнітотерапії.
Написав більш як 90 наукових праць.
Як педагог підготував захист 2 докторських та 8 кандидатських дисертацій.
1977 року з родиною репатріювався до Ізраїлю, до виходу на пенсію в 1997 році працював лікарем-ортопедом.
Помер 28 квітня 2017 року в Ізраїлі.

## Нагороди
Нагороджений радянськими орденами Червоного Прапора (22.02.1945), Вітчизняної війни 1-го (11.03.1985) та двічі 2-го (02.08.1944, 17.12.1944) ступенів, медаллю «За відвагу» (17.08.1944), ще багатьма медалями, вищим польським орденом «Virtuti Militari», польськими орденами «Хрест Грюнвальда» і «Reconcilanionis».

## Літературна творчість
В Ізраїлі та Росії вийшли друком його книги:
- «З будинку рабства»,
- «Емануїл Великовський»,
- «Вірші з планшету»,
- «Портрети вчителів»,
- «Війна ніколи не закінчується»,
- «Голограми»,
- «Непридумані історії про неймовірне»,
- «Чотири роки»,
- «Вірші».

Його оповіді, нариси та статті виходили друком в Ізраїлі та за його межами.
- «Ион Деген. Середина атомного века»[5]